# Gael Sandoval
Wálter Gael Sandoval Contreras (ur. 5 listopada 1995 w Guadalajarze) – meksykański piłkarz występujący na pozycji skrzydłowego lub ofensywnego pomocnika.